# Donald J. Boudreaux
Donald Joseph Boudreaux (nacido el 10 de septiembre de 1958) es un economista estadounidense, autor, profesor y codirector del Programa sobre la Economía Estadounidense y la Globalización del Centro Mercatus de la Universidad George Mason en Fairfax, Virginia.

## Primeros años y educación
Boudreaux obtuvo su doctorado en economía en la Universidad de Auburn en 1986 con una tesis sobre "Contratación, organización e inestabilidad monetaria": Estudios en Teoría de la Firma". Recibió su título de abogado (J.D.) de la Facultad de Derecho de la Universidad de Virginia en 1992.

## Carrera académica
Boudreaux fue profesor Asistente de Economía en la Universidad George Mason, de 1985 a 1989. Fue profesor Asociado de Estudios Jurídicos y Economía en la Universidad de Clemson, de 1992 a 1997, y Presidente de la Fundación para la Educación Económica, de 1997 a 2001. Actualmente es profesor de Economía en la Universidad George Mason, donde fue presidente del Departamento de Economía de 2001 a 2009.
Durante el semestre de la primavera de 1996, fue becario visitante de Olin en Derecho y Economía en la Facultad de Derecho de la Universidad de Cornell. Boudreaux es un erudito adjunto en el Instituto Cato, un think tank con sede en Washington D. C.

## Escritos
Es autor de los libros 2007 y 2012 Globalization e Hypocrites y Half-Wits, respectivamente.
Aporta una columna dos veces al mes al Pittsburgh Tribune-Review y contribuye al blog del Café Hayek.

## Otras actividades
Boudreaux ha dado conferencias en Europa, América del Norte y América del Sur sobre temas como la naturaleza del derecho, el derecho y la economía de la competencia y el comercio internacional.
Habló en un seminario del Instituto de Estudios Económicos sobre Europa y Libertad en Deva, Rumania, en 2007.
Habló en la Cumbre de la Libertad en 2001 y 2010.

## Vistas y opiniones
Boudreaux ha criticado públicamente al galardonado con el Premio Nobel de Ciencias Económicas Paul Krugman, afirmando que Krugman con frecuencia "comete errores elementales" al hablar de economía.
Boudreaux argumentó en octubre de 2009 que el uso de información privilegiada "es imposible de controlar y ayuda a los mercados y a los inversores...". Lejos de ser tan perjudicial para la economía que su práctica debe ser criminalizada, las personas con información privilegiada que compran y venden acciones basándose en su conocimiento juegan un papel crítico para mantener la honestidad en los precios de los activos, evitando que los precios mientan al público sobre las realidades corporativas"
En un artículo de enero de 2013 para The Wall Street Journal, Boudreaux y Mark Perry argumentaron que la "tropa progresista... que la clase media estadounidense se ha estancado económicamente desde la década de 1970" está "espectacularmente equivocada". En una línea similar, Boudreaux y Liya Palagashvili publicaron un artículo en The Wall Street Journal en marzo de 2014 en el que se discutían las becas recientes y se mostraba que, contrariamente a lo que se había informado anteriormente, los salarios no se han desvinculado de la productividad en los Estados Unidos y Gran Bretaña.

## Libros
- Globalización (Greenwood Guides to Business and Economics), 2007
- Hipócritas y medio ingenuos: Una dosis diaria de cordura del Café Hayek, 2012
- The Essential Hayek, 2015 free on kindle

## Artículos de opinión
- "El comercio no es un asesino de empleos", The New York Times, 28/3/2018.
- "Price Gouging' After a Disaster Is Good for the Public," The Wall Street Journal, 10/3/2017.
- "Working Overtime to Avoid the Truth", The Wall Street Journal, 4/7/16.
- "El mito del desacoplamiento de los grandes salarios", The Wall Street Journal, 3/6/14.
- "El mito de una clase media estancada", The Wall Street Journal, 1/23/13.